# Lucius Mummius Achaicus
Lucius Mummius Achaicus est consul de la République romaine en 146 av. J.-C. Il achève la conquête de la Grèce en soumettant l'Achaïe.

## Biographie

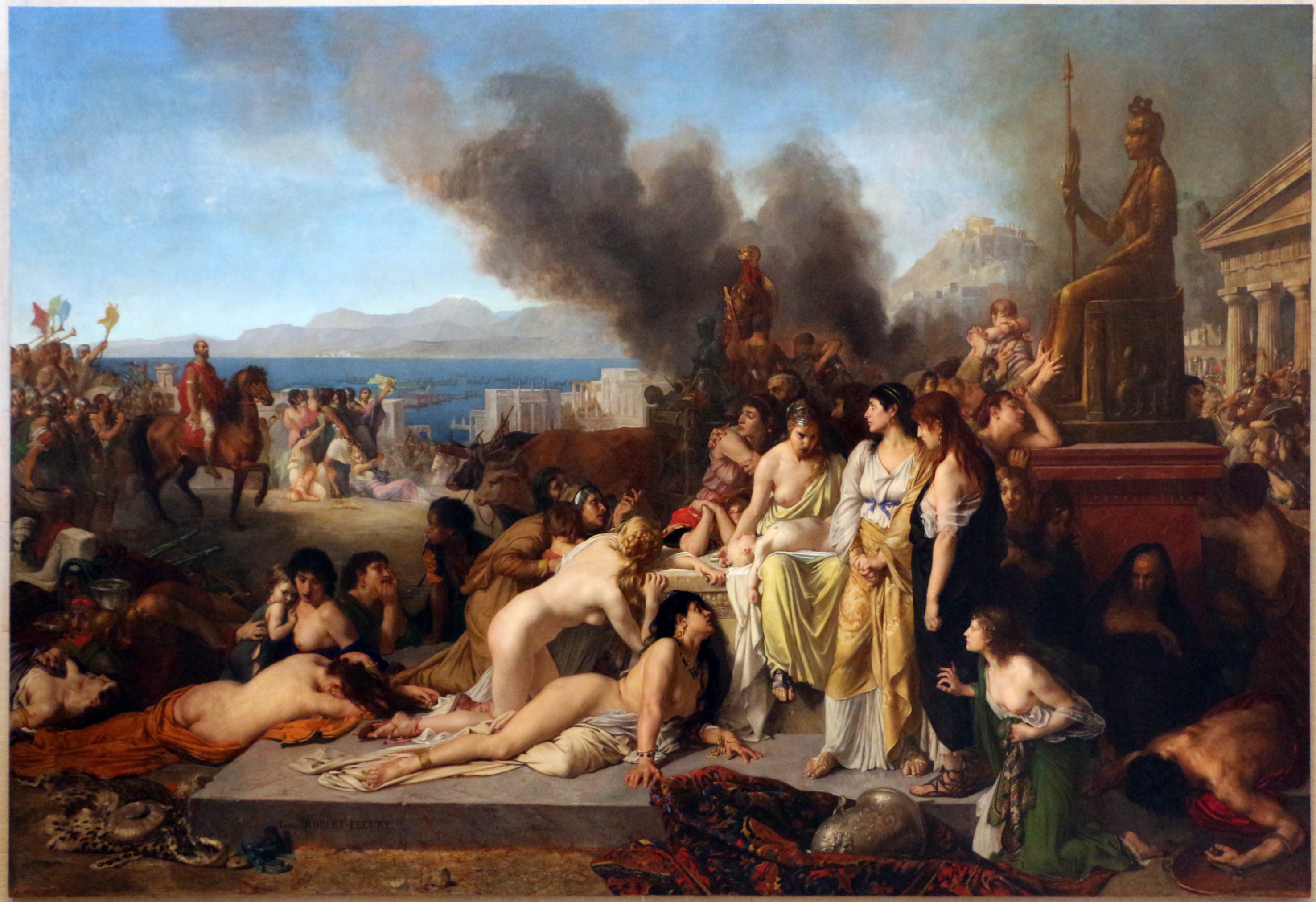
Tony Robert-Fleury, Le dernier jour de Corinthe, musée d'Orsay.

Étant consul et à la tête de 30 000 hommes, il bat Diaios, général des Achéens, à Leucopetra sur l'Isthme, anéantit la Ligue achéenne, et prend Corinthe d'assaut. La ville est mise à sac, l'historien Polybe en témoigne en ces termes : « J'y étais, j'ai vu des tableaux foulés aux pieds ; les soldats s'installaient dessus pour jouer aux dés ». Le Sénat romain, craignant une renaissance démocratique de cette grande ville industrielle, ordonne qu'elle soit livrée aux flammes, et son sol consacré aux dieux infernaux. Une partie des cités d'Achaïe est soumise au tribut et placée sous l'autorité du promagistrat de Macédoine, tandis que les cités restées fidèles aux Romains ou neutres conservent leur autonomie interne, mais ne peuvent plus conduire de politique extérieure indépendante. L. Mummius reçoit en récompense les honneurs du triomphe et le surnom d'Achaïcus.
Mummius fit transporter à Rome la plus grande partie des esclaves et des objets précieux, statues, vases et tableaux qui se trouvaient à Corinthe ; mais il connaissait si peu le prix de ces chefs-d'œuvre qu'il dit à ceux qui étaient chargés de les transporter que s'ils les perdaient, ils seraient obligés de les remplacer par des neufs à leurs dépens.
En 142 av. J.-C., il est censeur avec Scipion Émilien comme collègue. Durant cette charge, ils afferment la fabrication de la poix dans la forêt de la Sila en Italie du Sud. Selon Aurelius Victor, Mummius exerça sa charge avec une telle apathie, que Scipion s'exclama devant le Sénat : « Plût aux dieux que vous m'eussiez donné un collègue, ou que vous ne m'en eussiez point donné ! ».
Cicéron le crédite d'un certain talent oratoire, au style simple et antique.

## Iconographie
- Tony Robert-Fleury, Le dernier jour de Corinthe (prise de Corinthe par Mummius, 146 av. J.-C.), huile sur toile, musée d'Orsay, Paris.